# Chloropoea egina
Chloropoea egina är en fjärilsart som beskrevs av Aurivillius 1903. Chloropoea egina ingår i släktet Chloropoea och familjen praktfjärilar. Inga underarter finns listade i Catalogue of Life.